# 不可饒恕 (2010年電影)
不可饶恕（： Yongseoneun Eupda）是韩国一部惊悚犯罪影片，由金亨俊编剧并导演，薛耿求、柳承範與韓惠軫主演。影片讲述了一位法医因作伪证被人复仇的故事。